# Colasposoma senegalense
Colasposoma senegalense é uma espécie de escaravelho de folha da República Democrática do Congo, descrito por Laporte em 1833.